# Трубка Ірина Олександрівна
Трубка Ірина Олександрівна (нар. 9 жовтня 1968, Донецьк) — український медик, кандидат медичних наук, стоматолог. Завідувач кафедри стоматології дитячого віку НМАПО імені П. Л. Шупика. Магістр державного управління за спеціальністю «Державне управління у сфері охорона здоров'я»

## Біографічні відомості
Народилась 9 жовтня 1968 р. в Донецьку, Україна.
1987 закінчила медичне училище Острогожськ Вороніжської області за фахом «фельдшер», диплом з відзнакою.
1992 закінчила стоматологічний факультет Донецького медичного інституту ім. М. Горького за спеціальністю «стоматологія». Диплом з відзнакою.
1992 — 1993 навчалась в інтернатурі за фахом терапевтична стоматологія на базі Міської СП № 1 Донецька.
2000 — захист дисертаційної роботи на здобуття наукового ступеня кандидата медичних наук. Тема «Реставрація депульпованих зубів мікрогібридними композиційними матеріалами», Полтава. Науковий керівник д.мед.н., проф. Геннадій Іванович Донський.
2004 р. — присвоєне вчене звання доцента кафедри пропедевтичної стоматології, Донецький державний медичний університет ім. М.Горького.
2006—2010 — доцент кафедри терапевтичної стоматології, Київський медичний університет УАНМ, Київ.
2008—2010 — декан стоматологічного факультету ПВНЗ «Київський медичний університет», Київ.
2009 — 2012 — магістратура Національна академія державного управління при Президентові України, заочна форма навчання за спеціальністю «Державне управління у сфері охорона здоров'я», диплом з відзнакою. Захистила магістерську роботу за темою «Наукове забезпечення реформування системи охорони здоров'я».
2010—2011 рр. головний спеціаліст сектору науки Департаменту кадрової політики, освіти і науки Міністерства охорони здоров'я України.
2011 — 2016 доцент кафедри стоматології дитячого віку Національної медичної академії післядипломної освіти імені П. Л. Шупика.
2016 обрана на посаду завідувача кафедри стоматології дитячого віку НМАПО імені П. Л. Шупика.
Одружена, двоє дітей.

## Сфера наукових інтересів
Профілактика, превентивна терапія та сучасні підходи лікування карієсу та захворювань тканин пародонту у дітей та підлітків.

## Патенти
1. Деклараційний патент на винахід Україна. 7 А61С5/00 № 37754 А Спосіб пломбування депульпованих зубів Трубка І. О., 15.05.2001. Бюл. № 4
2. Деклараційний патент на винахід Україна. 7 А61В6/14, А61С19/04 № 59118 А Спосіб оцінки глибини дефекту емалі після дозованої кислотної дії Удод О. А., Шамаєв В. В.,Бугорков І. В., Трубка І. О., та інші (всього 5 осіб) 15.08.2003. Бюл. № 8
3. Деклараційний патент на винахід Україна. 7 А61С5/00 № 5529 А Спосіб визначення прозорості емалі зубів Удод О. А., Трубка І. О., Джеломанова В. К. Шамаєв В. В.15.03.2005. Бюл. № 3
4. Деклараційний патент на винахід Україна. 7 А61С5/00 № 64954 А Спосіб пломбування зубів Удод О. А., Шамаєв В. В., Трубка І. О. 5.03.2004. Бюл. № 3
5. Патент на корисну модель. № 65789 UA МПК А61 К6/00 Спосіб лікування хронічного генералізованого катарального гінгівіту Дементьєва О. В., Трубка І. О., Кокарь О. О. 12.12.2011 Бюл.№ 23 2011
6. Патент на корисну модель (UA) 99537 МПК Ф 61D 99/00 Спосіб відтворення карієсу на експериментальної моделі щурів /. Трубка І. О., Савичук Н. О., Бабов К. Д., Нікіпелова О. М., Гуща С. Г., Олешко О. Я., Насібуллін Б. А. Національна медична академія післядипломної освіти імені П. Л. Шупика Заяв.№u2014 13591 25.12.2014 Опубл. 10.06.2015 Бюл.№ 11
7. Патент на корисну модель (UA) 105495 МПК A 61C 19/06 Спосіб відтворення карієсу та гінгівіту на експериментальній моделі у щурів. /Трубка І. О., Савичук Н. О., Бабов К. Д., Нікіпелова О. М., Гуща С. Г., Олешко О. Я., Насібуллін Б. А. Національна медична академія післядипломної освіти імені П. Л. Шупика/ Заяв.№u 2015 08309 25.08.2015 Опубл. 25.03.2016 Бюл.№ 6.
8. ПАТЕНТ НА ВИНАХІД (UA) 112012 С2 МПК G09B 23/28 A61P 1/02 Спосіб відтворення карієсу на експериментальної моделі щурів /Трубка І. О., Савичук Н. О., Бабов К. Д., Нікіпелова О. М., Гуща С. Г., Олешко О. Я., Насібуллін Б. А. Національна медична академія післядипломної освіти імені П. Л. Шупика/ Заяв a 2014 13705 22.12.2014 Опубл. 11.07.2016 Бюл.№ 13.

## Публікації
1. А. А. Удод, Г. И. Донский, И. А. Трубка Клиническая оценка рес¬тавраций депульпированных зубов в различные сроки после удаления пульпы// Архив клинической и экспериментальной медицины, 2000, том 9.-№ 2.- стр.284-287
2. А. А. Удод, А. Б. Мороз, И. А. Трубка, К. М. Хачатурова Полимеризация фотокомпозиционных материалов: достижения и проблемы// Вісник стоматології .- 2006.- № 2 (52).-С.92-96.
3. Удод О. А., Мороз Г. Б., Трубка І. А. Мікротвердість фотокомпозиційних матеріалів при різних методах полімеризаці // Новини стоматології.-№ 4 (57).-2008.-С.86-89.
4. Волосовець О. П., Кочет О. М., Петрашенко П. Р., Єльчиць Т. В., Трубка І. О., Шевчук І. І. Аналіз результативності наукової діяльності науково-дослідних установ, вищих медичних (фармацевтичних) навчальних закладів і закладів післядипломної освіти, підпорядкованих Міністерству охорони здоров΄я України// Щорічна доповідь про результати діяльності системи охорони здоров'я України. 2010 рік: [монографія] / за ред. О. В. Аніщенко .-К., 2011.-544 с.
5. Поживілова О. В., Трубка І. О., Дудка В. В. Науковий супровід реформування системи охорони здоров'я України: стан і тенденції розвитку (огляд літературних джерел)// Економіка та держава.- № 2.-2012.-С. 120—124.
6. Волосовець О. П., Кочет О. М., Петрашенко П. Р., Єльчиць Т. В., Трубка І. О., Русняк В. А., Шевчук І. І. Аналіз результативності наукової діяльності науково-дослідних установ, вищих медичних (фармацевтичних) навчальних закладів і закладів післядипломної освіти, підпорядкованих Міністерству охорони здоров΄я України// Щорічна доповідь про результати діяльності системи охорони здоров'я України. 2011 рік: [монографія] / за ред. Р. В. Богатирьова .-К., 2012.-544 с.